# Черниковский рабочий
«Черниковский рабочий» — общественно‑политическая газета, орган Уфимского городского комитета ВКП(б) для Черниковских предприятий с 1934 года, орган Черниковского городского комитета КПСС и городского совета Черниковска с 1945 года.
В газете печатались стихи Евгения Сапожникова, Василия Трубицына, Михаила Воловика, Александра Возняка, Евгения Рассказова, А. Хвойнова, Н. Притченко, П. Печищева, Гилемдара Рамазанова и других.

## История
Основана в 1940-х годах журналистом С. И. Ханиным.
Выходила с января 1934 года в городе Уфе, в 1945–1956 годах — в городе Черниковске — три раза в неделю на русском языке. Освещала общественно‑политическую, социально‑экономическую и культурную жизнь рабочего посёлка Черниковка, позднее — города Черниковска до объединения с Уфой в 1956 году.
В 1991–1996 годах выходила газета «Черниковские новости», являвшаяся преемницей газеты «Черниковский рабочий», и отражала жизнь Калининского района Уфы.